# Вишеканална интралуминална импеданса
Вишеканална интралуминална импеданса (ВИИ) је нова техника за процену функције једњака и гастроезофагеалног рефлукса, заснована на промени отпора наизменичне струје између две металне електроде изазване присуством болуса (грудве хране) унутар лумена једњака. ВИИ се може изводити у комбинацији са манометријом или пХ метријом. Када се комбинује са манометријом, даје информације о функционалној компоненти манометријски откривених контракција (или транзиту болуса). Када се комбинује са пХ метријом, омогућава детекцију гастроезофагеалног рефлукса независно од пХ вредности (детекција киселог и некиселог рефлукса).

## Опште информације
Болести једњака су честе у гастроентеролошкој пракси. Побољшање дијагностике и боље разумевање патофизиологије ових болести у последње време је могуће захваљујући напретку технологије. Напредак остварен у области компјутерског софтвера је још један кључни развој који помаже даљем побољшању дијагностике. Међу њима је и метода вишеканалне интралуминалне импедансе једњака која је корисна за разумевање функционалних корелата абнормалности у манометрији и посебно корисна током накнадних студија и истраживања.
Сви пацијенти са гастроезофагеалном рефллуксном болешћу можда неће захтевати ова испитивања, али они са атипичним симптомима, као и они који су отпорни на медицински третман и/или захтевају операцију, требало би обавезно да буду подвргнути овим испитивањима.

## Комбинована вишеканална интралуминална импедансa са манометријом
Како стандардна манометрија не показује да ли контракције једњака доводе до стварног пролаза болуса, примена комбиноване вишеканалне интралуминалне импедансе са манометријом једњака (ВИИ-М) показала се као бољи тест за процену функције једњака јер пружа информације о притисцима и пролазу болуса унутар једњака.
Методе комбинована вишеканална интралуминална импеданса и манометрија изводе се веома слично стандардној манометрији. На основу студија на здравим добровољцима и пацијентима, комбинована МИИ и манометрија (ВИИ-М) временом је довела у питање постојеће критеријуме који дефинишу ефикасност функције зида  једњака.

## Комбиновано ВИИ-пХ тестирање
Комбиновано ВИИ-пХ тестирање доноси промену у парадигми тестирања гастроезофагеалног рефлукса. У ВИИ-пХ тестирању, догађаји рефлукса се више не детектују помоћу само пХ вредности. Присуство, дистрибуција и уклањање рефлуксата које се првенствено детектује помоћу ВИИ, сада се пХ метријом једноставно се карактерише као кисело наспрам некиселог на основу пХ промене и као течно, гасовито или мешано на основу комбинована вишеканална интралуминална импедансе (ВИИ).
Према томе код ове методе комбинована вишеканална интралуминална импеданса  (ВИИ) одређује време клиренса рефлуксата, док пХ мери време клиренса киселине.
ВИИ-пХ све више наговештава да ће постати важан клинички алат, посебно за процену гастроезофагеалног рефлукса у постпрандијалном периоду и код пацијената са упорним симптомима на терапији и код оних са атипичним симптомима. Тако нпр. комбиновано ВИИ-пХ тестирање могло би помоћи у разликовању болести узроковану рефлуксом (посебно некиселински тип) код  случајева неерозивне рефлуксне болести (НЕРД-а) отпорног на терапија инхибиторима протонске пумпе.

## Принцип испитивања импенденсије
Испитивање импедансе се заснива на мерењу промене отпора наизменичном електричном струјом када болус прође поред пара металних прстенова постављених на катетер. У празном тубуларном органу као што је једњак, електричну струју између два прстена спроводи неколико јона присутних у и на слузокожи. Болуси који садрже течност са повећаним бројем јона имају већу проводљивост и, када уђу у сегмент за мерење импедансе, снижаваће импедансу на најнижу вредност. Импеданса остаје на најнижем нивоу све док је болус присутан у сегменту, враћајући се на основну линију када се болус уклони контракцијом. Контракција доводи до благог повећања импедансе изнад основне линије због смањења попречног пресека лумена. Гас који трензтно пролази кроз сегменте за мерење импедансе доводи до брзог и високог (обично >3.000 Ома) пораста импедансе пошто има слабу електричну проводљивост.
Мерењем импедансе на више места (вишеканално) омогућава одређивање правца кретања болуса на основу временских разлика у улазу и излазу болуса.
Болусни уноси који напредују од проксималног ка дисталном делу једњака указују на антеградно кретање болуса, док уноси болуса који напредују од дисталног до проксималног указују на ретроградно кретање болуса.